# Proales bemata
Proales bemata är en hjuldjursart som beskrevs av Myers 1933. Proales bemata ingår i släktet Proales och familjen Proalidae. Inga underarter finns listade i Catalogue of Life.